# Arbeiter-Illustrierte-Zeitung

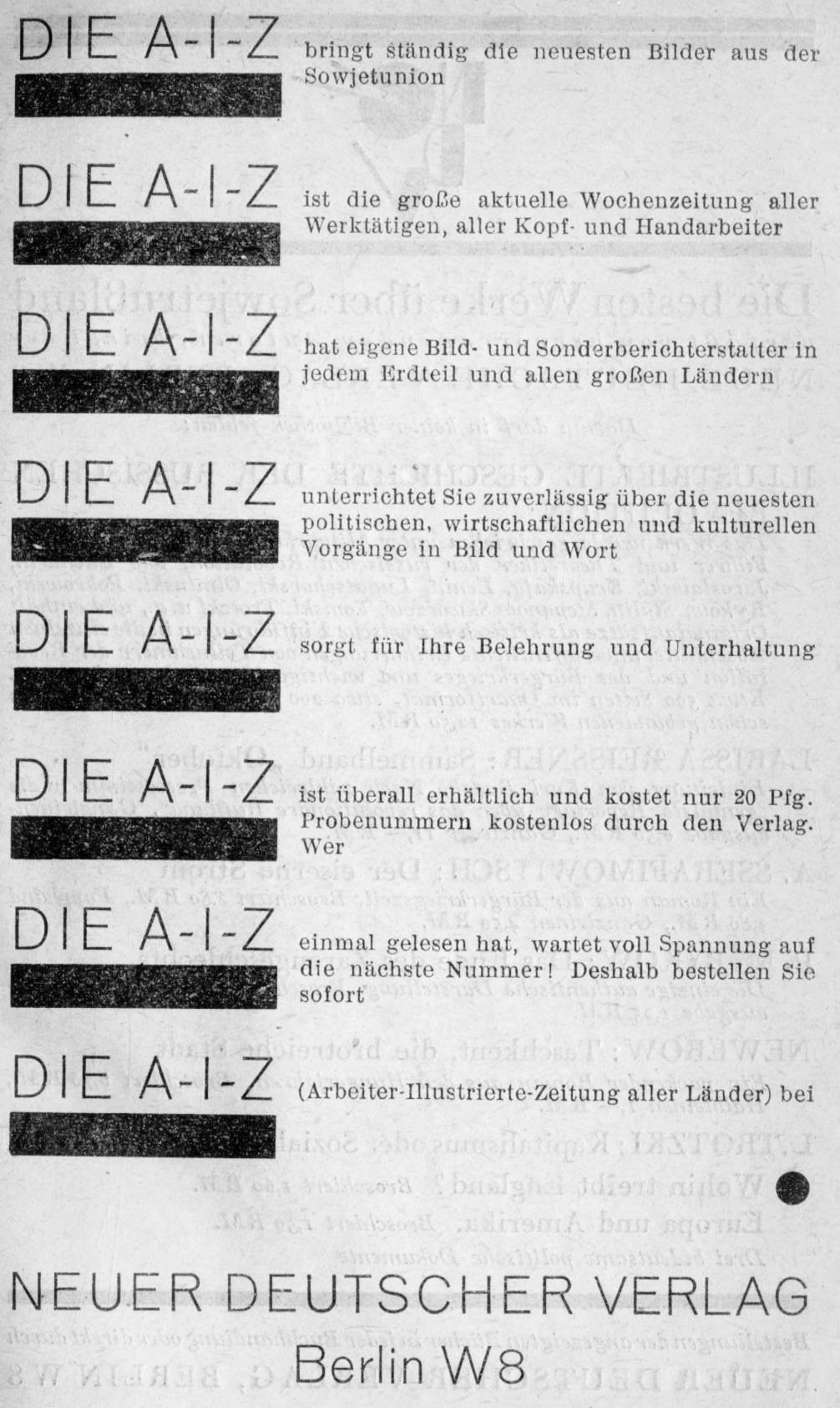
Promoción del periódico ilustrado de los trabajadores, Año 1928

Arbeiter-Illustrierte-Zeitung o AIZ ("El Periódico Ilustrado de los Trabajadores") era una revista ilustrada semanal alemana publicada entre 1924 y 1938 en Berlín y más tarde en Praga. Abiertamente antifascista y procomunista, era publicada por Willi Münzenberg y es recordada por los brillantes fotomontajes propagandísticos del artista dadá John Heartfield.

## Historia del AIZ
La historia del AIZ comienza con la hambruna de la Unión Soviética y la llamada de ayuda de Lenin a la clase obrera, el 2 de agosto de 1921. Se creó como organización de apoyo para la campaña de Ayuda Internacional de los Trabajadores, dirigida por Willi Münzenberg. En otoño de 1921, se creó una revista mensual, Sowjet Russland im Bild (la Rusia Soviética en Imágenes), con reportajes sobre el recién creado estado soviético ruso, sus logros y problemas, y sobre la Ayuda Internacional de los Trabajadores. En 1922 los primeros informes sobre el proletariado alemán aparecieron en sus páginas. En ese momento, circulaban unas 100.000 copias.
La revista creció rápidamente durante la década de 1920, expandiendo su cobertura y atrayendo a prominentes colaboradores como los artistas George Grosz y Käthe Kollwitz, o los dramaturgos Máximo Gorki y George Bernard Shaw. Se aumentaron las copias de 100.000 en 1922 a 180.000 en 1924.
El 30 de noviembre de 1924, la rebautizada como AIZ apareció con un nuevo formato y se hizo bisemanal. Se convirtió en la revista ilustrada socialista más leída en Alemania. La revista cubría acontecimientos actuales y publicaba ficción y poesía, con colaboradores como Anna Seghers, Erich Kästner, Kurt Tucholsky, o el fotógrafo Walter Reuter. Münzenberg quería que la AIZ conectara el Partido Comunista de Alemania con unos lectores ampliamente educados. En noviembre de 1926, el AIZ comenzó a publicar semanalmente.
De acuerdo a una encuesta que la AIZ condujo en 1929, el "42% de sus lectores eran trabajadores calificados, el 33% trabajadores sin calificación, 10% eran trabajadores de "cuello blanco", el 5% jóvenes, el 3.5% amas de casa, el 3% autónomos, el 2% independientes, y el 1% sirvientes civiles."
Las coberturas fotográficas de las fábricas en huelga eran suministradas predominantemente por los mismos obreros, convertidos en fotógrafos aficionados -las llamadas fotografías obreras ("Arbeiterphotographen"), o por artistas incorporados a las fábricas, en una de las breve modalidad que adoptara la vanguardia artística en el marco del Estado soviético. Comenzando en Hamburgo en 1926, Münzenberg estableció lo que finalmente se convertiría en una red de grupos de Fotógrafos Obreros en toda Alemania y la Unión Soviética. En 1930 comenzó la asociación de la revista con John Heartfield, cuyos fotomontajes atacaban salvajemente tanto al nacionalsocialismo en ascenso, como al capitalismo socialdemócrata de la Weimar y se convirtieron en una memorable característica de la revista.
En la cima de publicación, la AIZ alcanzó alrededor del medio millón de ejemplares en su tirada. El último número publicado en Berlín fue fechado en el 5 de marzo de 1933; tras la llegada al poder de Hitler la AIZ se exilió en Praga. En Praga, la circulación de AIZ cayó a los 12.000 ejemplares, y los intentos de pasar la revista a Alemania fracasaron. Continuando bajo la dirección del redactor jefe Franz Carl Weiskopf, la revista fue rebautizada como Volks Illlustriete en 1936. Cuando los nazis invadieron Checoslovaquia, la publicación se trasladó a París, donde se publicó un único y último número en 1938.